# Auguste-Rosalie Bisson

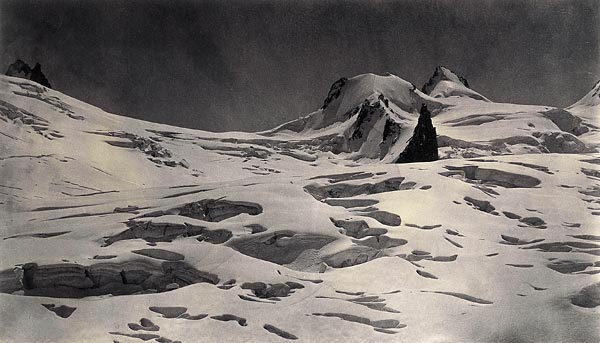
Bratři Bissonovi: Col du Géant, Mont Blanc a jeho ledovce, albuminový tisk, 30 x 44 cm, 23. října 1861

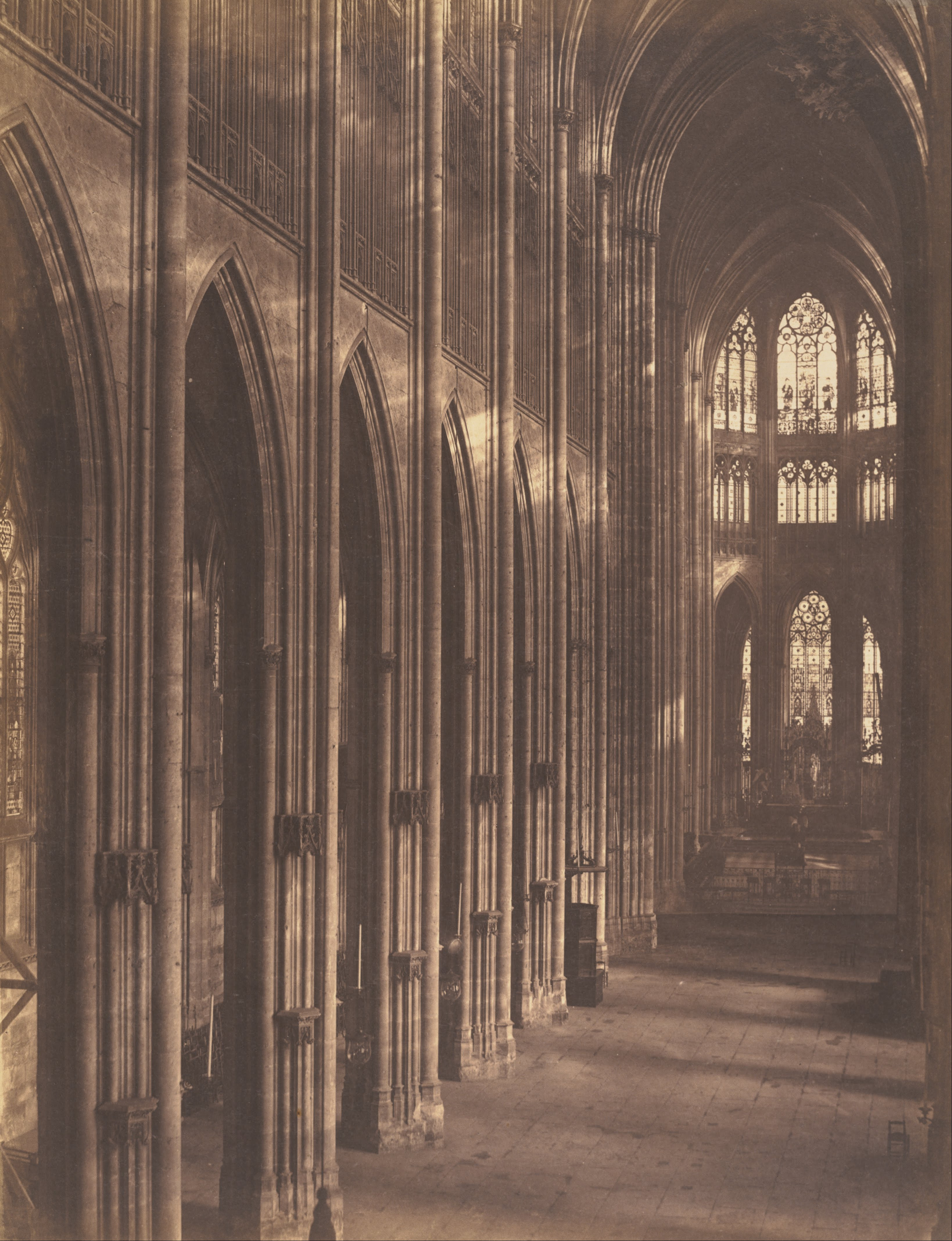
File:Auguste-Rosalie Bisson: Interiér l'église Saint-Ouen, Google Art Project

Auguste-Rosalie Bisson (1. května 1826, Paříž – 22. dubna 1900, tamtéž) byl francouzský fotograf, aktivní od roku 1841 až do své smrti. Byl synem heraldického malíře Louise-Françoise Bissona a bratr Louise-Augusta Bissona. Fotografoval krajinu, architekturu a také portréty. V létě roku 1861 se stal prvním člověkem, který fotografoval z vrcholu Mont Blanc.

## Život a dílo
Jeho bratr otevřel vlastní fotografické studio na začátku roku 1841. Brzy poté vstoupil do firmy také Auguste-Rosalie Bisson. Jejich studio bylo poblíž kostela La Madeleine v Paříži a proslavili se jako Bratři Bissonovi („Frères Bisson“).
V roce 1855 přicestoval do Paříže fotograf z Chicaga Samuel Masury, aby se od nich naučil dělat fotografický proces na skleněné negativy. Jejich krajiny a architektonické pohledy začaly prožívat mezinárodní slávu.
V roce 1860 se zúčastnili společně s Napoleonem III. jeho návštěvy v Savojsku a Švýcarsku. Oba bratři tam pořídili pozoruhodné obrazy krajiny. Po obdržení povzbudivé reakce na jejich práci, vystoupili následující rok bratři Bissonovi na horu Mont Blanc, přičemž s nimi putovalo pětadvacet nosičů technického vybavení. Museli nahoru dopravit temnou komoru včetně kamínek na rozehřátí sněhu, vše okolo 250 kg. Fotografie byly provedeny s využitím kolodiového procesu na velkoformátové negativy, často až 30 × 40 cm.
Bratři odmítali zmenšit své obrazy na velikost „carte de visite“, a možná také proto po čtyřech letech ukončili svou podnikatelskou činnost.

## Výstavy
V roce 1977 byly fotografie obou bratrů prezentovány na výstavě documenta 6 v Kasselu v oddělení fotografie, a byly ukázány v kontrastu k současnému umění v rámci 150 let fotografie.

## Galerie

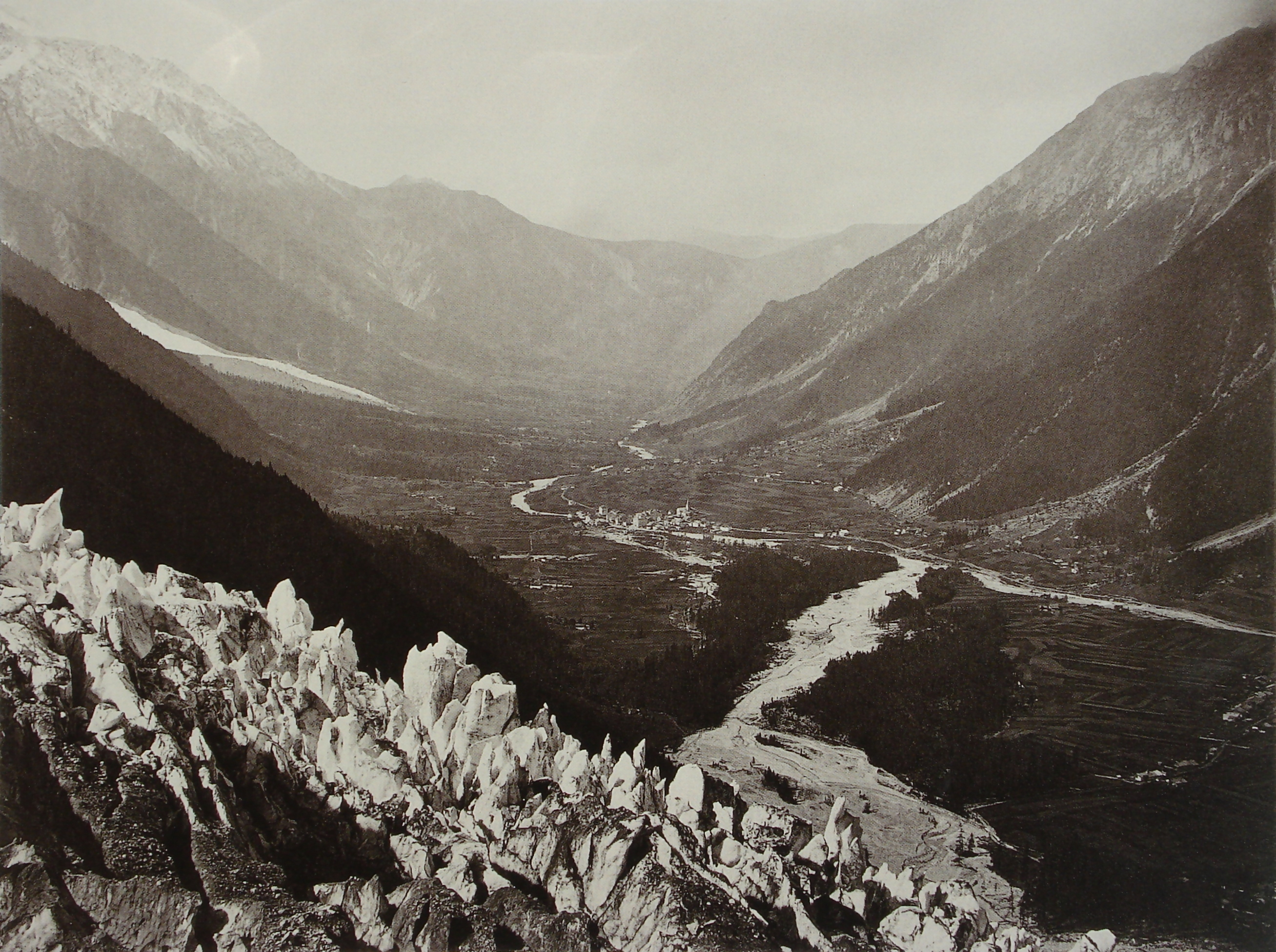
Bratři Bissonovi: Chamonix, 1860, Vallée de Chamonix vue du Chapeau
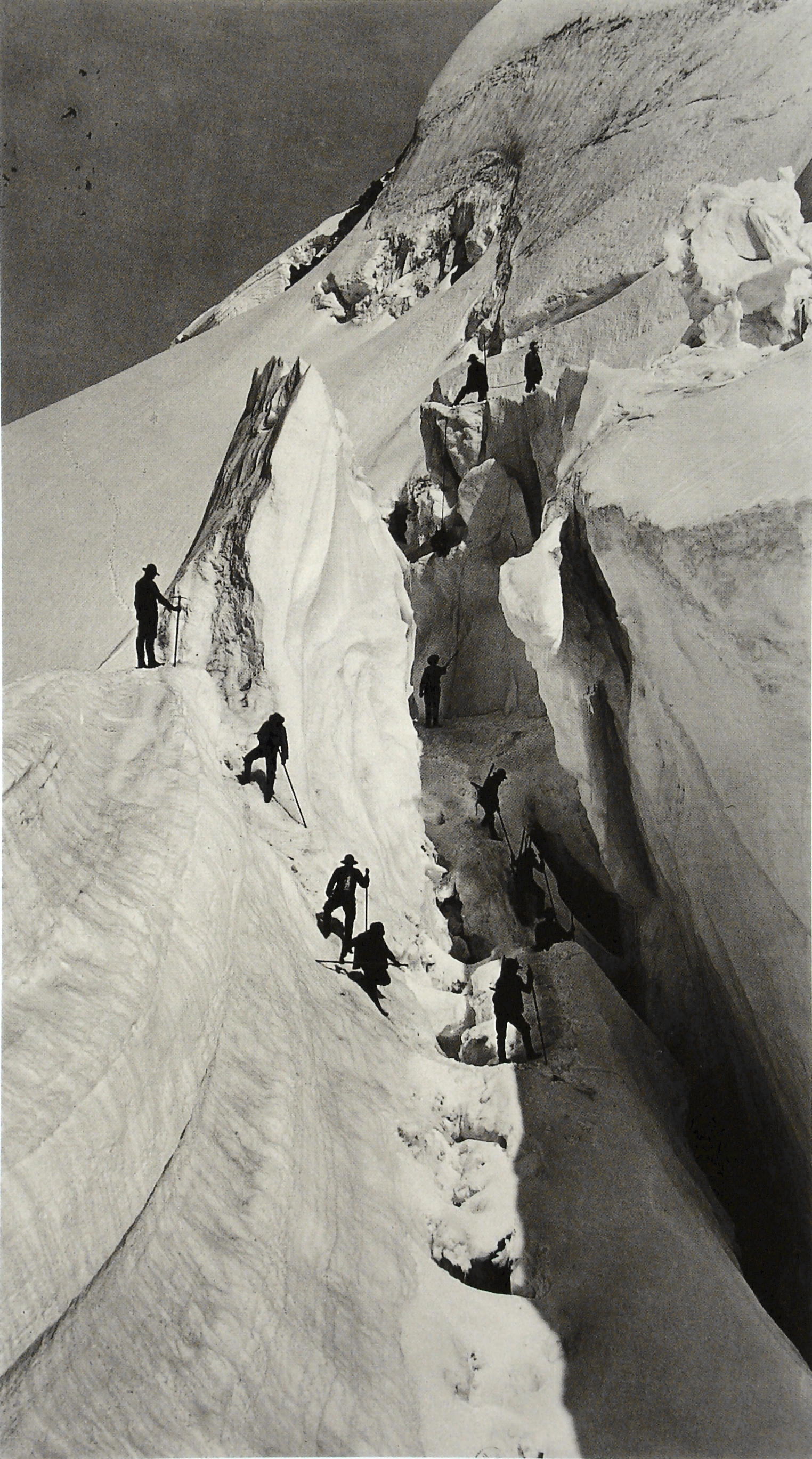
Bratři Bissonovi: Ledovcová trhlina, 1862
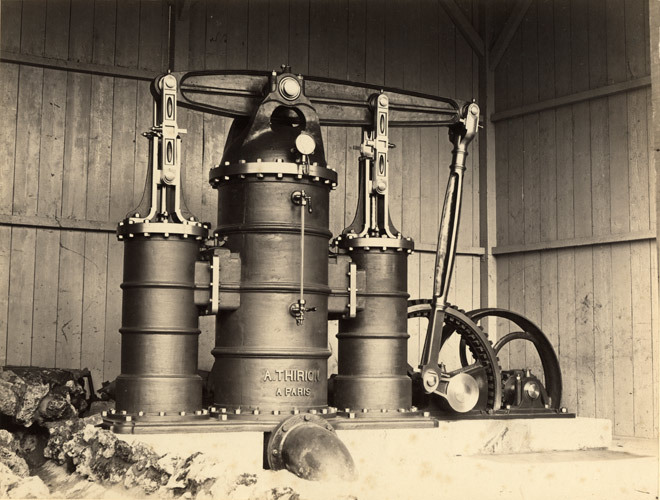
Le motor du Pneu, Exposition Universelle, 1867
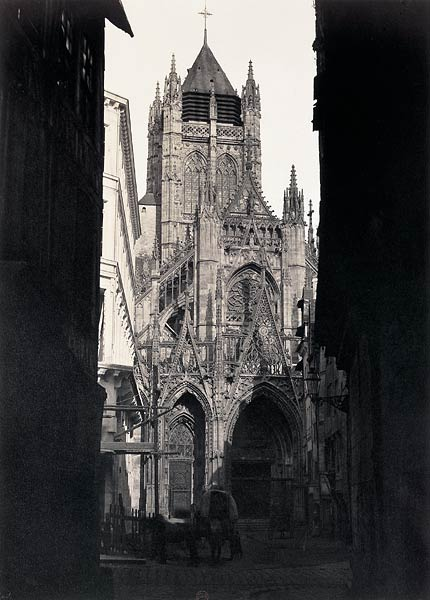
Kostel svatého Malo (St. Maclou), hlavní brána, albuminový tisk ze skleněného deskového negativu, asi 1855